# Storena graeffei
Storena graeffei là một loài nhện trong họ Zodariidae.
Loài này thuộc chi Storena. Storena graeffei được Ludwig Carl Christian Koch miêu tả năm 1866.